# 5781 Barkhatova
5781 Barkhatova è un asteroide della fascia principale. Scoperto nel 1990, presenta un'orbita caratterizzata da un semiasse maggiore pari a 2,1363567 UA e da un'eccentricità di 0,0385222, inclinata di 2,71047° rispetto all'eclittica.